# اليونان في الألعاب الأولمبية الصيفية 2016
نافست اليونان في دورة الألعاب الأولمبية الصيفية 2016 في ريو دي جانيرو، البرازيل، من 05-21 أغسطس 2016. وشاركت اليونان أول مره في عام 1896 وتعتبر اليونان الدولة التي شاركت في جميع دورات الألعاب الاولمبية الصيفية بجانب أستراليا وفرنسا، وبريطانيا العظمى.